# Hui Zong (imperatore Song)
Hui Zong (cinese:徽宗; pinyin: Huīzōng; Wade-Giles: Hui-tsung; 2 novembre 1082 – 4 giugno 1135) è stato un imperatore cinese, l'ottavo ed uno dei più famosi della dinastia Song, la cui vita personale fu segnata dal lusso, dalla raffinatezza e dall'amore per l'arte, ma si concluse in modo tragico.
Nato Zhao Ji, era l'undicesimo figlio dell'imperatore Shen Zong. Nel febbraio 1100 il suo fratellastro maggiore Song Zhezong (哲宗) morì senza figli, e il giorno dopo Hui Zong gli succedette come imperatore. Regnò dal 24 febbraio 1100 al 18 gennaio 1126.
Hui Zong fu famoso per aver promosso il Taoismo. Fu anche un talentuoso poeta, pittore, calligrafo e musicista. Protesse numerosi artisti presso la sua corte, ed il catalogo della sua collezione imperiale di dipinti elenca oltre 6.000 quadri conosciuti.
Il suo nome templare significa "onorevole antenato".

## Biografia
L'imperatore Hui Zong, oltre ad interessarsi degli affari di stato, favorendo il partito riformista (vedi il riferimento nella voce: Dinastia Song), fu un uomo colto, che dedicò gran parte del suo tempo all'amore per le arti. Fu un collezionista di dipinti, calligrafie e oggetti d'antiquariato di precedenti epoche cinesi, costruendo per diletto enormi collezioni di ciascuna di esse. Egli stesso compose poesie, fu noto come appassionato pittore, creò il proprio stile calligrafico, s'interessò di architettura e progettazione di giardini e scrisse perfino trattati di medicina e Taoismo. Riunì intorno a sé un folto gruppo di pittori, che venivano prima preselezionati in un esame per divenire artisti ufficiali della corte, e riformò la musica di corte. Come molti uomini eruditi del suo tempo, possedeva una cultura enciclopedica, tuttavia il suo regno sarebbe stato segnato per sempre dalle decisioni assunte in politica estera (sia pure sulla base di consigli da lui ricevuti), che avrebbero avuto un esito disastroso per la successiva storia della Cina Song.
Da vero artista, Hui Zong trascurò l'esercito, cosicché la Cina dei Song divenne sempre più debole e alla mercé di nemici stranieri. Quando gli Jurchen della Manciuria fondarono la dinastia Jin e attaccarono il regno Liao a nord dell'impero Song, la corte Song si alleò con i Jin e attaccò i Liao dal sud. Anche se questa manovra riuscì a distruggere il regno Liao, da tempo nemico dei Song, tuttavia, un nemico ancora più formidabile, i Jin, era ora alla frontiera settentrionale. Non contenti dell'annessione del regno Liao, e valutando correttamente la debolezza dell'impero Song, i Jin ben presto dichiararono guerra al loro ex alleato, e all'inizio del 1126 attraversarono il Fiume Giallo, giungendo in vista di Kaifeng, la capitale dell'impero Song. Colto dal panico, Hui Zong abdicò il 18 gennaio 1126 in favore di suo figlio, che divenne l'imperatore Qin Zong (欽宗).

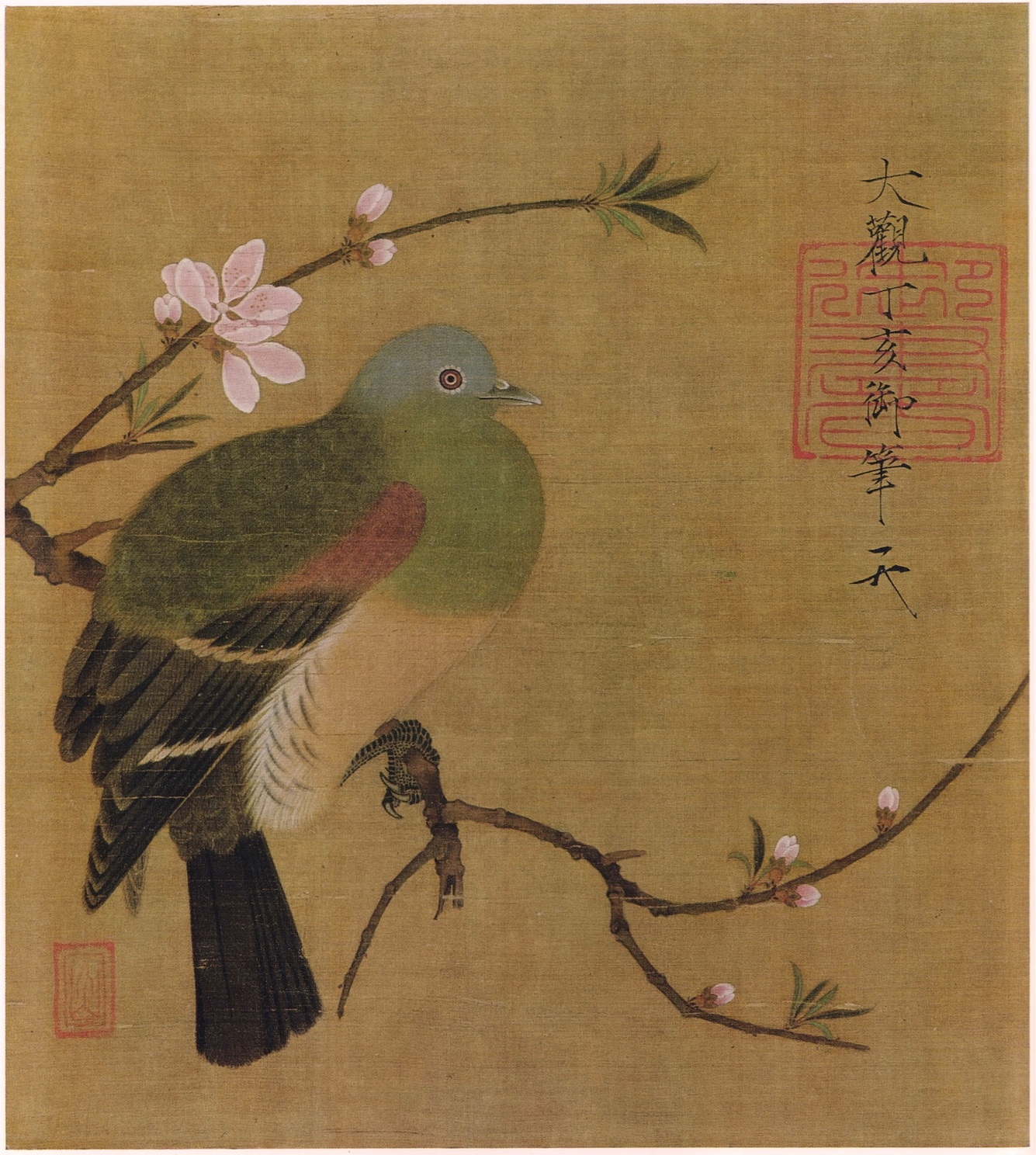
Piccione su un ramo di pesco, dell'imperatore Hui Zong

Superare le mura di Kaifeng si rivelò però un'impresa difficile per la cavalleria Jin e questo, unito alla fiera resistenza di alcuni ufficiali cinesi che non avevano completamente perso il controllo come Hui Zong, fece sì che i Jin alla fine levassero l'assedio a Kaifeng e ritornassero a nord. L'impero Song, tuttavia, dovette firmare un umiliante trattato con i Jin, accettando di pagare una colossale indennità di guerra e di versare ogni anno un tributo ai Jin.
Ma anche condizioni così umilianti non poterono salvare l'impero Song. Nel giro di pochi mesi, i Jin erano di nuovo a sud, stavolta determinati a superare le mura di Kaifeng. Dopo un duro assedio, i Jin alla fine entrarono a Kaifeng il 9 gennaio 1127, a cui seguirono molti giorni di saccheggi, stupri e massacri. Hui Zong, suo figlio l'imperatore Qin Zong, come pure l'intera corte e l'intero harem imperiali furono fatti prigionieri dai Jin in quello che passò alla storia come episodio di Jingkang. Uno dei figli di Hui Zong riuscì a fuggire nella Cina meridionale dove, dopo molti anni di lotta, avrebbe fondato la dinastia Song meridionale, della quale fu il primo imperatore, con il nome di Gao Zong (高宗).
Hui Zong e Qin Zong furono retrocessi dai Jin al rango di cittadini comuni il 20 marzo 1127. Poi, il 10 maggio dello stesso anno, Hui Zong fu deportato nel nord della Manciuria, dove trascorse gli ultimi otto anni della sua vita da prigioniero. L'uomo che un tempo era stato il più potente regnante sulla terra ed era vissuto tra opulenza e arte morì da uomo distrutto nella remota Manciuria settentrionale il 4 giugno 1135, all'età di 52 anni.

## Arte, calligrafia, musica e cultura

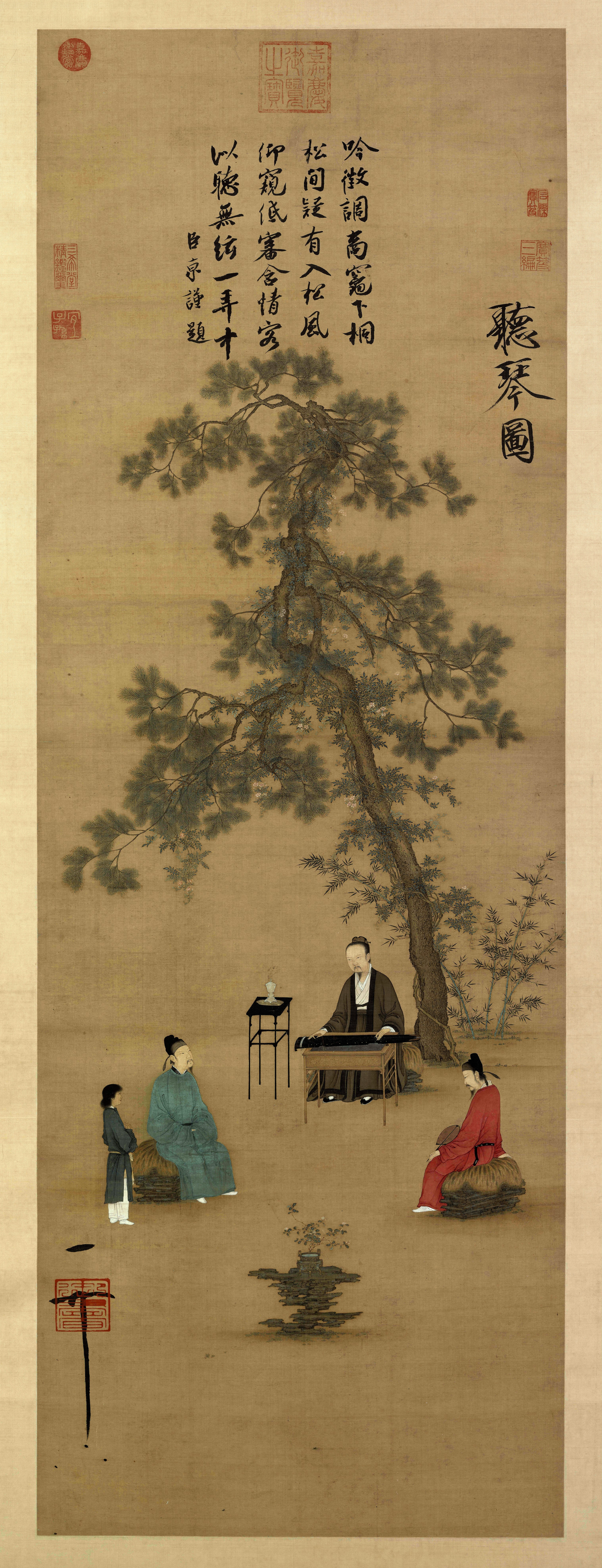
Ting Qin Tu di Hui Zong (cinese: 聽琴圖, letteralmente "Ascoltando il qin")

Hui Zong fu un grande pittore, poeta e calligrafo. Fu anche un abile suonatore di qin o guqin, un antico strumento a corda (come mostrato nel suo famoso dipinto  Ascoltando il qin, 聽琴圖); nel suo palazzo aveva addirittura fatto allestire una wanqin tang (『萬琴堂』) o "sala da 10.000 qin".
I principali soggetti dei suoi dipinti sono uccelli e fiori. Tra le sue opere vi è Pappagallo a cinque colori su pesco in fiore. Ricopiò anche il dipinto di Zhang Xuan Dame di corte che preparano seta appena tessuta, e la riproduzione da lui realizzata è l'unica copia di quel dipinto sopravvissuta fino ai giorni nostri.
Nel campo della calligrafia, inventò lo stile detto "oro sottile" (瘦金體). Il nome derivava dal fatto che scrittura di Hui Zong assomigliava a filamenti d'oro, intrecciata e avvolta.
Il nome della sua era, Xuanhe, è usato anche per descrivere uno stile di montaggio dei dipinti nel formato a rotolo. In questo stile, fra alcuni dei pannelli di seta sono inseriti bordi neri.
Nel 1114, a seguito di una richiesta dell'imperatore Yejong della corte coreana di Goryeo, Hui Zong inviò al palazzo nella capitale di Goryeo, Gaeseong, una serie di strumenti musicali da usare come accompagnamento per i banchetti regali. Due anni dopo, nel 1116, inviò in dono alla corte coreana altri strumenti musicali, in numero ancora maggiore della volta precedente (in tutto 428), questa volta strumenti yayue, dando inizio alla tradizione, tipica di quella nazione, degli aak.
Hui Zong fu anche un grande amante del tè. Egli stesso scrisse il famoso Trattato sul tè, la più dettagliata e autorevole descrizione del sofisticato stile della cerimonia del tè della dinastia Song.

## Nomi delle ere
I nomi delle ere del suo regno furono:
- Jianzhongjingguo (建中靖國, Jiànzhōngjìngguó) 1101
- Chongning (崇寧, Chóngníng) 1102-1106
- Daguan (大觀, Dàguān) 1107-1110
- Zhenghe (政和, Zhènghé) 1111-1118
- Chonghe (重和, Chónghé) 1118-1119
- Xuanhe (宣和, Xuānhé) 1119-1125.